# Tabernanthe iboga
Tabernanthe iboga ist eine Pflanzenart aus der Gattung Tabernanthe in der Familie der Hundsgiftgewächse (Apocynaceae) aus Zentralafrika. Dort sind die Trivialnamen Iboga, Eboga, Eboka, oder Obona gebräuchlich.

## Beschreibung

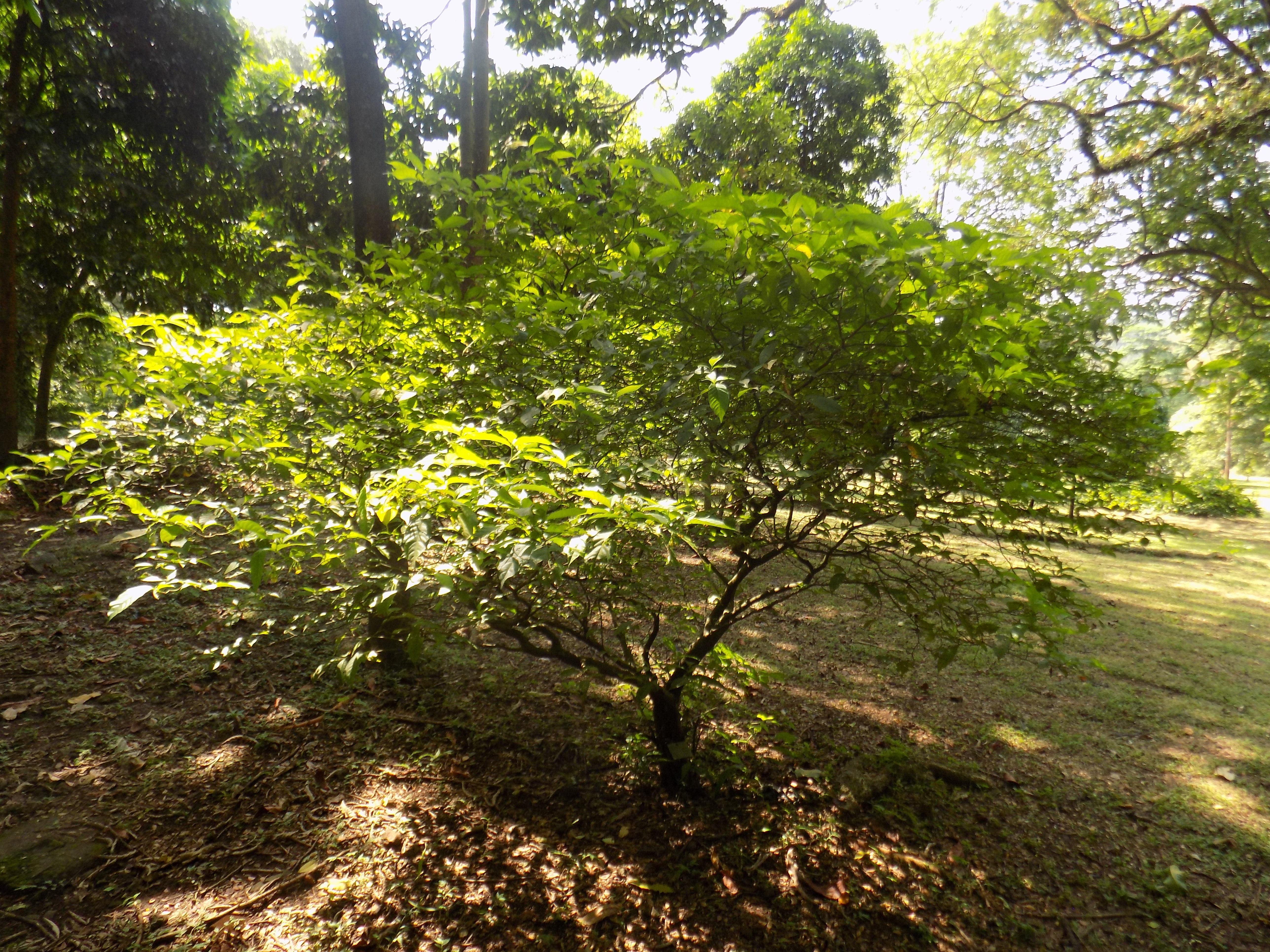
Habitus

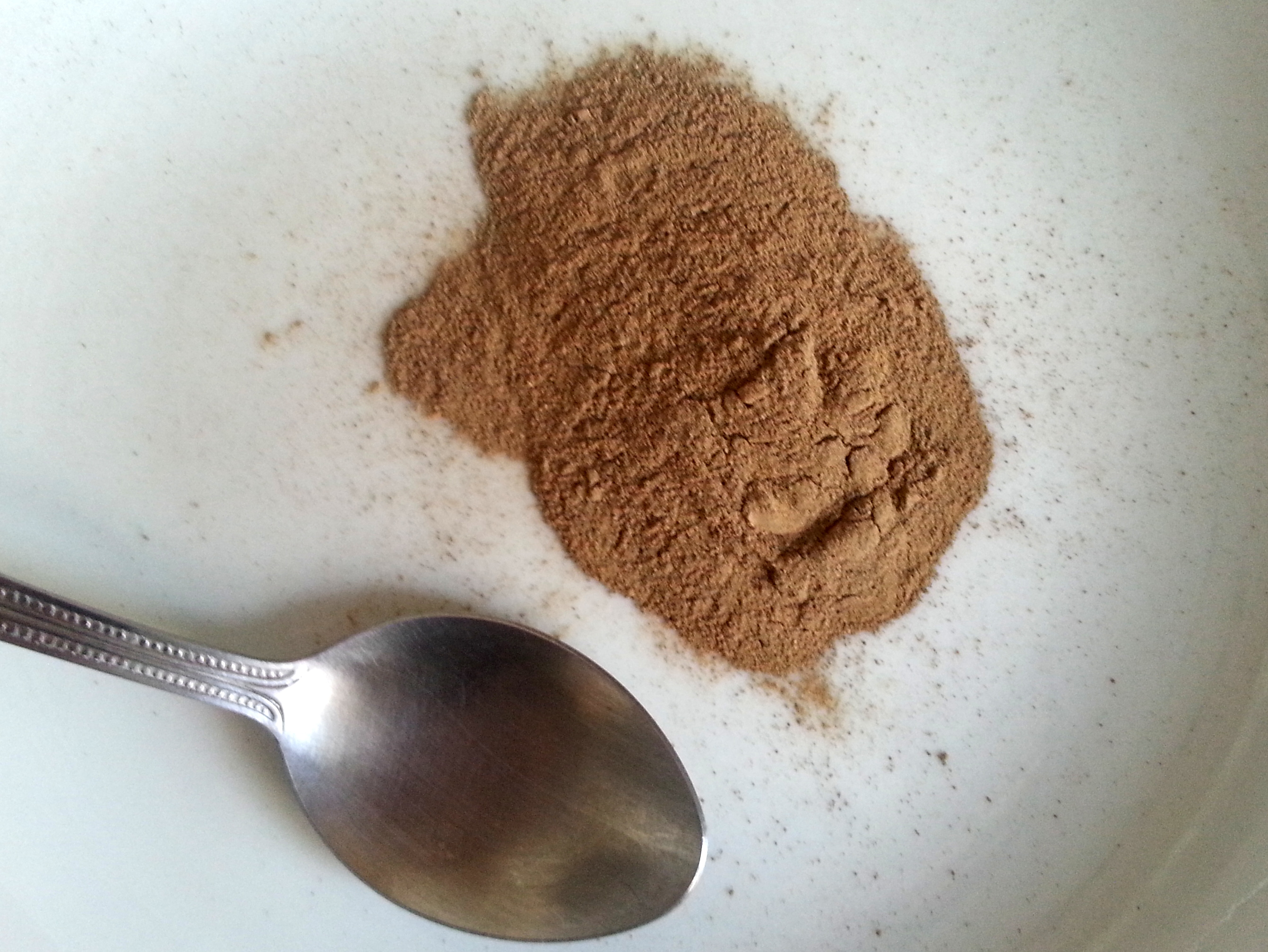
Tabernanthe iboga (Pulver)

### Vegetative Merkmale
Tabernanthe iboga ist ein immergrüner Strauch, der Wuchshöhen von 1 bis 4 Metern erreicht. Die Pflanze führt einen Milchsaft. Die gegenständigen, einfachen und kurz gestielten, meist kahlen Laubblätter sind eiförmig oder elliptisch bis verkehrt-eiförmig, -eilanzettlich, ganzrandig, rundspitzig bis zugespitzt und glänzend. Die Nebenblätter fehlen. Am Blattstiel und am Kelch können Kolleteren vorkommen.

### Generative Merkmale
Die lockeren und schirmrispigen Blütenstände erscheinen paarig sowie achselständig. Die kleinen, fünfzähligen und gestielten, duftenden, zwittrigen Blüten mit doppelter Blütenhülle sind weiß-rosafarben. Die Kronröhre ist meist urnenförmig und die etwas kürzeren, ausladenden Kronzipfel sind dachig und spiralig verdreht, mit rötlichen Saftmalen am Schlund. Die kurzen, fast sitzenden Staubblätter, mit pfeilförmigen Antheren, in der Mitte der Kronröhre, sind eingeschlossen. Der Fruchtknoten ist oberständig und von einem Diskus umgeben. Der kurze, schlanke Griffel besitzt einen großen Griffelkopf.
Die bis 3–6,5 Zentimeter großen, kahlen, glatten und mehrsamigen, orange-gelben, schmal bis normal eiförmigen Früchte, Beeren, mit beständigem Kelch, färben sich bei Reife orangefarben. Die dunkelbraunen, 5–10 Millimeter großen Samen sind leicht abgeflacht und skulptiert, furchig. Sie liegen in einer weißen, schwammigen Pulpe.

## Vorkommen
Im tropischen Zentralafrika ist Tabernanthe iboga in Gabun, Kamerun, in der Demokratische Republik Kongo und in der Republik Kongo verbreitet. Tabernanthe iboga gedeiht im Unterholz der tropischen Wälder Afrikas.
Der Iboga-Strauch wird in vielen Gebieten Westafrikas angebaut.

## Taxonomie
Synonyme sind: Tabernanthe albiflora Stapf, Tabernanthe bocca Stapf, Tabernanthe mannii Stapf, Tabernanthe pubescens Pichon, Tabernanthe subsessilis Stapf, Tabernanthe tenuiflora Stapf, Iboga vateriana Braun-Blanq. & K.Schum.

## Inhaltsstoffe
Die Iboga-Wurzel, vor allem die innere Schicht der Wurzelrinde, enthält psychoaktive Indol-Alkaloide, Iboga-Alkaloide, vor allem das Ibogain (12-Methoxy-Ibogamin). Qualitativ hochwertige Wurzelrinde kann bis zu 6 % Ibogain enthalten.

## Verwendung
Die Iboga-Wurzel wird oral konsumiert, schmeckt äußerst bitter und wird in kleingehacktem oder gemahlenem Zustand zerkaut und mit reichlich Wasser geschluckt.
Ebenso wie bei dem als Hydrochlorid gebundenen extrahierten Ibogain wirken niedrige Dosen stimulierend und aphrodisierend, während hohe Dosen als Psychedelikum wirken. Im Gegensatz zum reinen Ibogain hält die akute Wirkung von Iboga jedoch länger an (6–12 statt 4–8 Stunden) und wird subjektiv als weniger heftig empfunden. Übelkeit und häufiges Erbrechen bei hoher Dosierung sind jedoch stärker ausgeprägt.
Tabernanthe iboga dient vor allem im Bwiti-Kult bei den Fang und Mitsogo in Gabun und angrenzenden Gebieten der Nachbarländer als rituelle Droge, mit der Heilungs- und Initiationszeremonien durchgeführt werden.
Gemäß Howard Lotsof, einem der ersten und vielleicht bis heute bedeutendsten Forscher auf dem Gebiet der medizinischen Verwendung von Iboga, wurden 1990 die ersten Anti-HCV-(Hepatitis-C-) Wirkungen von Iboga berichtet. Des Weiteren wurde durch die Behandlung mit Iboga auch eine Verbesserung der Leberwerte verzeichnet. Diese Ergebnisse wurden von ihm während eines wissenschaftlichen Forums zum Thema Iboga in Warschau 2007 präsentiert.